# Маймон, Соломон
Соломо́н Маймо́н (нем. Salomon Maimon, ивр. שלמה מימון‎; между 1751 и 1754, Жуков-Борок (около Мира, Великое княжество Литовское, Речь Посполитая; ныне — в Столбцовском районе Минской области Беларуси) — 22 ноября 1800, Нидерзигерсдорф близ Фрайштадта, Силезия (ныне — пол. Podbrzezie Dolne) близ Кожухува в Польше) — немецкий философ еврейского происхождения, критик Канта. Известен более всего как автор книги воспоминаний, где ярко описал состояние евреев Речи Посполитой XVIII века, а также свою собственную биографию как раннего представителя движения Хаскалы. Будучи самоучкой, сумел войти в высшую интеллектуальную элиту Германии. Был единственным из оппонентов Канта, критику которого Кант одобрил.

## Биография

### Ранние годы жизни

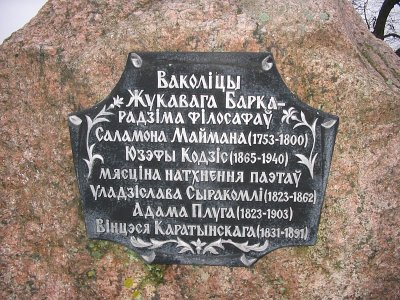
Памятная табличка в Беларуси

Соломон Хайман (Маймон) родился между 1751 и 1754 годами в Речи Посполитой, которую он сам называл просто Польша. Сэмюэль Атлас во введении к своей книге «От критического к спекулятивному идеализму. Философия Соломона Маймона» указывает, что принятое значение года рождения как 1754 нигде не указывается Маймоном в явном виде, напротив, из того, что он прибыл в Позен осенью 1777 года в возрасте 25 лет и из некоторых других деталей биографии, можно вывести год рождения — 1752; Атлас не исключает возможности рождения и в 1751 году. Позже он сменил фамилию на Маймон в честь Маймонида. Дед и отец были потомственными арендаторами поместья во владениях князей Радзивиллов; отец получил раввинское образование. Имущественное положение семьи было поначалу относительно неплохое, но ненадёжное и бесправное. Среди детских впечатлений Соломона — семья прячется в лесу от гнева местных панов, дед подвергнут пыткам по навету.
Отец-раввин начал обучать мальчика в шесть лет книге Бытия, позднее — Талмуду. Мальчик проявлял пытливый ум, спросил отца: «Кто сотворил самого Бога?»; иногда за дерзкие вопросы получал от отца пощёчины. Когда он немного подрос, отец запретил сыну читать что-либо кроме Талмуда, но Соломон тайно изучал немногие книги на иврите, бывшие в доме, например, искажённый перевод на иврит сочинений Иосифа Флавия. Как описывает Маймон в автобиографии, наибольшее впечатление на него произвела книга Давида Ганса «Цемах Давид» (ивр. צמח דוד‎), она открыла мальчику существование математики и астрономии. По описанию книги Соломон соорудил армиллярную сферу, которую скрывал от отца.
Семилетний Соломон и его старший брат, двенадцатилетний Йосеф, были отданы в еврейскую школу в местечке Мир. В воспоминаниях Маймона школа выступает в самом мрачном свете, там практиковались телесные наказания, иногда довольно жестокие. Учитель Йосефа, например, мог выбить глаз или оторвать ухо. Дети были там целый день, обучение сводилось к чтению недельных разделов Торы, более всего — начальных стихов разделов. Грамматике иврита при этом не уделялось никакого внимания, да и о грамматике родного идиша никто не имел представления. Учитель и его помощники вели себя по-диктаторски и даже отбирали у детей еду. Все сидели в одном классе на скамьях или на земляном полу. Словарей не было тоже, к тому же учителя не проводили чёткого разделения между собственным значением слова и его толкованием в Мидраше. Комментаторы-грамматисты, такие как рабби Давид Кимхи и Ибн Эзра, тоже не входили в программу.

Армиллярная сфера
Из книги Давида Ганса «Маген Давид», на полях справа даны объяснения, как построить прибор.
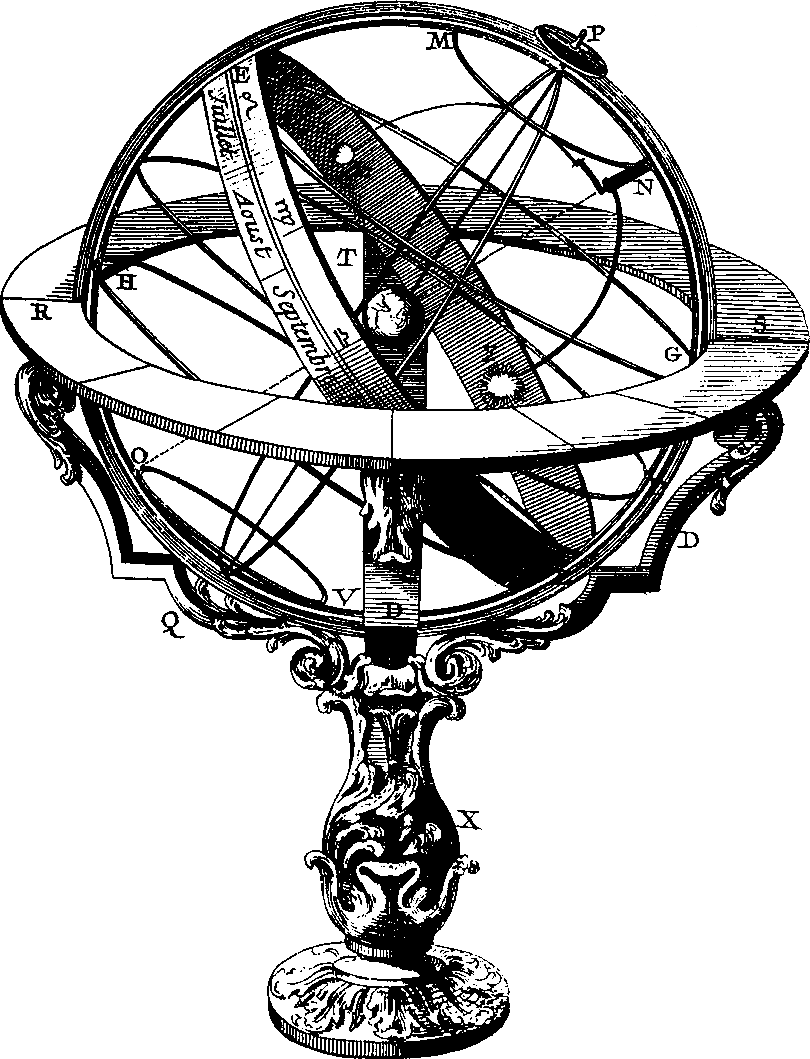
Армиллярная сфера, как её делали мастера в старину.

Отец Соломона испортил отношения с управляющим, выиграв против него судебный процесс. В отместку управляющий при первой возможности согнал семью Хайманов с насиженного места. Это произошло в середине зимы, и они потеряли и хранившийся в амбарах урожай последнего года, поэтому положение семьи быстро стало тяжёлым. Мать Соломона временно лишилась рассудка.
Семья обосновалась в местечке Могильно, которое князь К. С. Радзивилл объявил слободой. При этом было поставлено условие, чтобы семейство Хайман построило дом не хуже местного арендатора, что привело к окончательной утрате оставшегося у них капитала.
Соломон был послан в Ивенец, в еврейскую школу следующей степени, где учат Талмуд. Преподавание в этой школе тоже не удовлетворяло пытливый ум подростка. К счастью для него, им заинтересовался раввин города и стал обучать его сам. Рабби стимулировал ум ученика к самостоятельной работе над главными вопросами, предварительно объяснив второстепенные детали. Обучение пошло настолько успешно, что уже к 11 годам Соломон имел репутацию выдающегося талмудиста и, как следствие, завидного жениха. За Соломона боролось несколько семей — в ход шла торговля, интриги, судебный процесс и даже попытка похищения. В итоге победила содержательница постоялого двора в Несвиже, мадам Рися, и одиннадцатилетнего Соломона женили на её дочери Соре (Сарре). К этому моменту мать Соломона скончалась.

### Период семейной жизни
Брак с Саррой был заключён в 1764 году. Семейная жизнь проходила под знаком постоянной войны тёщи и одиннадцатилетнего зятя. Про жену Маймон сообщает только то, что она придерживалась нейтралитета, имела решительный характер и была очень хороша собой. У Сарры и Соломона в 1767 году родился сын Давид; его отцу было всего 14 лет. Маймон занял должность семейного учителя с проживанием, а домой возвращался лишь по праздникам. Семья, где он учительствовал, была многодетной и довольно бедной, преподавание шло в углу трактира, который они держали.
Помимо бытовых неурядиц, Маймону не давала покоя жажда знаний. Он уже был полноценным раввином и обладал разрозненными знаниями в истории, астрономии и математике. Из языков — лишь идиш и иврит. В автобиографии Маймона описывается удивительный способ изучения иностранных языков — расшифровка. Маймон заметил, что у некоторых книг имеется пагинация и еврейскими, и латинскими буквами. Таким образом, можно было сопоставить буквы. Затем к нему попали листы из какой-то немецкой книги, Маймон стал составлять из букв слова и проверять, имеют ли они звучание, сходное с известными ему словами на идише.
Затем Маймон предпринял попытку расширить знания, изучая самостоятельно каббалистические книги соседа, и даже пытался применить каббалу на практике — безуспешно пытался стать невидимым. К этому времени Маймон уже прочёл «Путеводитель растерянных» Маймонида и правильно понял, что каббалистические описания Сотворения Мира подразумевают не временную последовательность, а цепочку причин и следствий. В более поздние годы он утверждал, что главная идея каббалы — в том, что всё происходит от Бога по определённым каналам и через сокрытие, стало быть, всё происходит из единой субстанции. Это дало Маймону основание считать каббалу расширенным спинозизмом (в учении самого Спинозы многие тоже усматривают влияние каббалы, см. Спиноза и каббала). Десять сфирот Маймон отождествил с десятью категориями Аристотеля.
Следующий поход за знаниями Маймон предпринял пешком. Пройдя 150 миль, он пришёл к раввину, уроженцу Германии, у которого были немецкие книги. Удивлённый раввин, к которому за 30 лет, прошедшие от переезда из Германии, никто с такой просьбой не обращался, дал Маймону несколько книг, из которых наиболее важной была книга по оптике.
В автобиографии Маймона упоминается без указания времени, что его ввели в среду «новых хасидов» при дворе Дов Бера из Межерича (1704—1772). Маймон был свидетелем того, как Дов Бер угадывал имена прибывших гостей и цитировал библейские стихи, в которых есть намёки на жизненные обстоятельства гостя. Маймон быстро разочаровался в хасидах и даже одобрил отлучение хасидов Виленским гаоном. Судя по всему, это имело место в начале 1770-х годов, когда Маймон был ещё юношей. В качестве основателя этой новой секты Маймон указывает р. Йоэля Бааль Шем., а не общепринятого р. Исраэля Бааль Шем Тов.

### Первая долгая поездка в Берлин

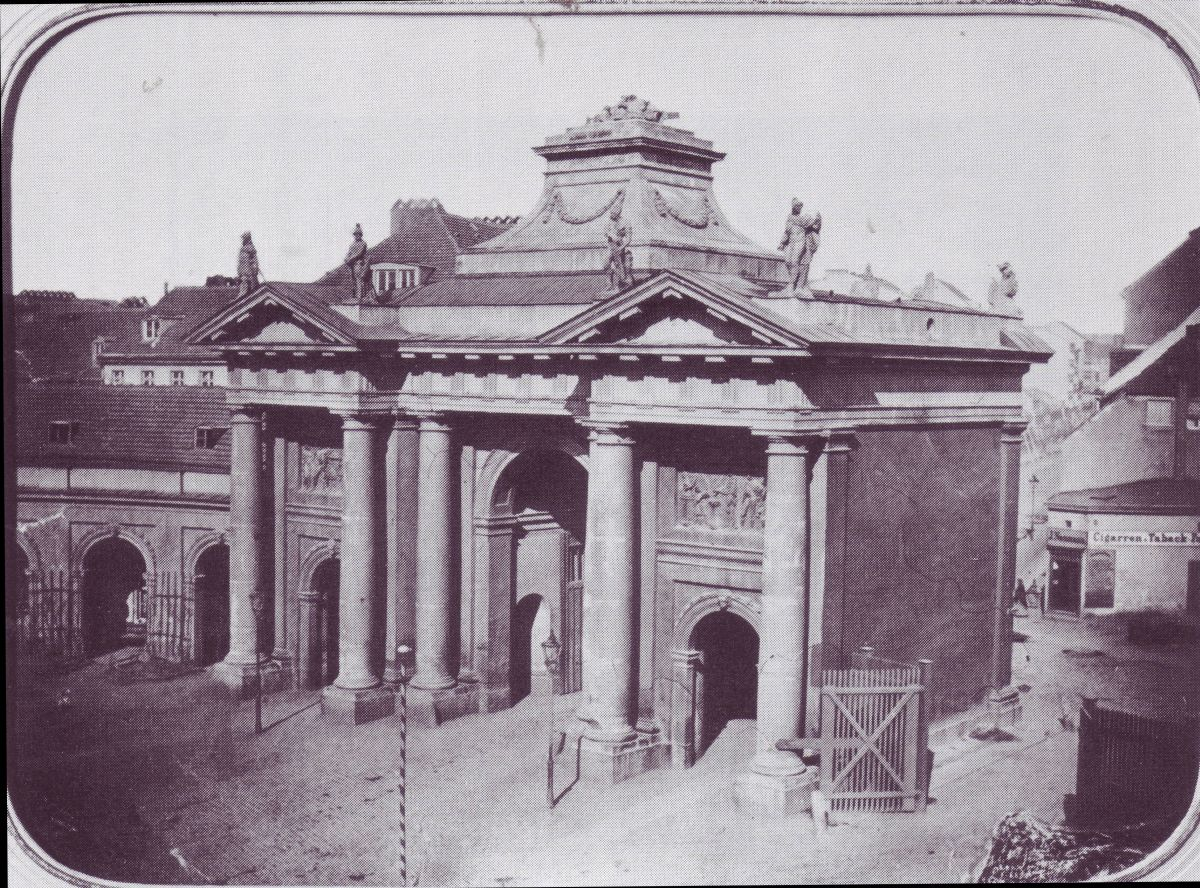
Ворота Розенталер в 1860. Через них попали в Берлин Мендельсон в 1742 и Маймон в 1780 годах

Неудовлетворённый жизнью и движимый жаждой знаний, Маймон решил летом 1776 года посетить Германию. Довольно легко он добирается до Кёнигсберга. Там Маймон имеет беседу с еврейским доктором и несколькими студентами-евреями. Облик двадцатилетнего Маймона в грязной одежде, с бородой и говорящего на малопонятном им варианте идиша возбуждает смех, который, однако, немедленно прекратился, когда Маймон продемонстрировал способность переводить с листа незнакомое ему дотоле сочинение с немецкого на иврит. Это была книга Моисея Мендельсона «Федон, или О бессмертии души». Студенты приняли участие в судьбе Маймона, помогли ему и посоветовали ехать в Берлин. Из-за неблагополучного ветра дорога через Штеттин и Франкфурт-на-Одере и далее по суше заняла целых пять недель вместо обещанных двух. Маймон практически не имел припасов, не понимал диалекта матросов и прибыл в Штеттин к посту Девятого Ава в самом жалком виде. Евреи Штеттина быстро поняли, что перед ними — выдающийся раввин, покормили его, оказали почёт и отправили дальше с рекомендательным письмом. Сильно потрёпанный, страдающий от голода и жажды, Маймон прибыл в Берлин.
В Берлин не допускались нищие евреи, все подозрительные прибывшие помещались в дом при воротах Розенталер (нем. Rosenthaler Platz) и подлежали досмотру. Маймон разговорился с раввином из Польши, поделился своими планами и показал главное сокровище — «Путеводитель растерянных» Маймонида. На эту книгу Маймон надеялся когда-нибудь написать комментарий и даже взял фамилию Маймон в честь Маймонида. В результате беседы власти получили информацию, что приехал субъект, склонный к ереси, и Маймон был выслан из Берлина.

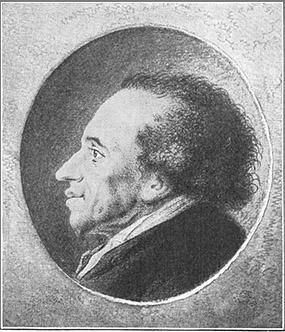
Даниэль Ходовецкий, портрет Моисея Мендельсона

В гостинице Маймон свёл знакомство с профессиональным еврейским нищим. В силу угнетённого и разорённого положения евреев Германии, таких нем. Betteljuden (евреев-попрошаек) было в Пруссии довольно много, и Маймон стал одним из них. Старший товарищ обучал Маймона, как именно должен вести себя попрошайка — просить и проклинать, но Маймон оказался к этому малоспособен. В нищем состоянии Маймон странствовал полгода — без нормального питания, проводящий ночи на земле или сене, полураздетый, босой, Маймон решает вернуться на восток — в Позен. Вместе с осенью 1777 года приближались еврейские осенние праздники. В Позене Маймон явился в еврейскую школу и сел там читать. Его нездешний говор и необычный вид снова возбудили смех, но Маймон вспомнил, что у него есть шанс, ведь раввин Позена приехал туда из Польши с помощником — другом Маймона. Оказалось, что и раввин, и друг к тому времени уехали на новое место в Венгрию, но в Позене оставался двенадцатилетний сын друга. Он сразу узнал Маймона и был поражён его жалким видом.
Раввин города Позена, рано умерший святой аскет Цви Гирш бен Авраам, и другие лучшие люди приняли горячее участие в судьбе Маймона. В автобиографии Маймон пишет, как он был поражён, что ему постелили настоящую кровать. Маймон отдал все бывшие у него деньги товарищу-нищему и расстался с ним. Люди города, особенно сам раввин, стали содержать Маймона и очень быстро дали ему работу домашнего учителя. В Позене он провёл два года довольно счастливо, пока не проявилась черта, мешавшая ему и в дальнейшем — он легко ссорился с обществом, бравировал своим вольнодумством и желал перемены мест. Маймон покидает Позен в 1780 году и направляется в Берлин.
На сей раз Маймон прибыл на почтовой карете прямо в гостиницу, где, впрочем, должен был пройти беседу со специальным еврейским чиновником с деспотическим характером. В багаже Маймона нашлась книга Маймонида ивр. מילות הגיון‎ (Миллот Хигайон — Руководство по логике), что вызвало ярость чиновника, и угроза высылки нависла снова. Маймон смог найти людей, которые поручились за него, и остался в Берлине.
Вскоре Маймон увидел, что в магазине используют в качестве обёртки книгу Христиана Вольфа, Маймон купил книгу, внимательно её изучил, написал критику и послал Моисею Мендельсону, стороннику Вольфа. Поражённый Мендельсон пригласил Маймона и принял участие в его судьбе, открыл двери в салоны и дал рекомендательные письма.
В этот период Маймон научился ценить художественную литературу и поэзию, сошёлся с компанией молодых учителей и вёл с ними довольно разгульный образ жизни. Попытки изучать медицину не удались из-за нелюбви Маймона к предмету, заниматься живописью было уже поздно. Маймон получил формальный диплом фармацевта, но никогда им не пользовался. Неопределённость планов, рассеянный образ жизни, конфликты привели к необходимости покинуть Берлин, что и сообщил Маймону Мендельсон. Впрочем, Маймон отправляется в путешествие в Голландию с хорошими рекомендательными письмами.

### Странствия по Голландии и Германии
Данное путешествие мало что дало Маймону. В Голландии он был опять «без языка», в других местах ссорился с людьми из-за того, что сомневался в каббале. В Амстердаме в праздник Пурим Маймон, будучи совершенно пьяным, перегнулся через перила глубокого канала и долго колебался, не покончить ли с собой. После Амстердама Маймон вернулся в Германию, и тут, в Гамбурге, предпринял вялую попытку перейти в лютеранство. Маймон подготовил письмо с изложением просьбы, но оно было настолько нестандартным и не христианским, что пастор отверг его.
В Гамбурге ему подали другую идею: поучиться в местной гимназии, чтобы ликвидировать постоянный языковый барьер, а также освоить науки в рамках гимназического курса. В гимназии Кристианиум он учился три года (1783—1785) со школьниками, бывшими намного моложе его. В число предметов входила математика, которую он освоил блестяще, а также латынь, английский и французский языки. Греческий Маймону давался плохо, и в его книгах встречаются грубые ошибки в немецкой орфографии слов греческого происхождения.
В Гамбурге его нашёл агент жены, брошенной в 1777 году, и попытался принудить к разводу, в чём Маймон отказал. И снова выехал в Берлин.

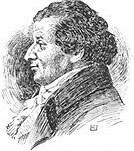
Философ-кантианец Лазарус Бендавид, 1762—1832

На этот раз Мендельсон и другие благожелатели придумали способ трудоустроить Маймона, коль скоро он овладел языками в гимназии. Они начали проект по подготовке переводов на иврит книг для просвещения восточноевропейского еврейства — по математике с латинского и по истории евреев с французского. Маймон должен был работать в Дессау, а результаты привозить в Берлин. Из затеи ничего путного не вышло, отношения Маймона с берлинскими знакомыми снова испортились, и он выехал в Бреслау.
Там он убедился, что рекомендательные письма более не работают, так как берлинцы послали другие письма с неблагоприятной характеристикой Маймона. Единственный, кто проявил участие — ранний еврейско-немецкий поэт Эфраим Ку. Через него Маймон познакомился с известным профессором Христианом Гарве, который впечатлился личностью Маймона и познакомил его с видными евреями города, после чего Маймон нашёл работу как домашний учитель. По совету друзей Маймон снова попытался заняться медициной, но снова без успеха. Зато Маймон перевёл на иврит книгу Мендельсона «Утренние часы» и написал, видимо, первый в истории, трактат на иврите по ньютоновской физике «ивр. תעלומות חכמה‎ (Таалумот хохма, Тайны мудрости)». Тем временем подопечные Маймона выросли, а новые уроки находились с трудом, так что дела его снова ухудшились.
К тому же в Бреслау прибыла решительная жена вместе со старшим двенадцатилетним сыном и поставила его перед выбором: вернуться с ней после восьми лет разлуки на родину или дать развод. Маймон некоторое время уговаривал сына остаться и вообще не очень хотел разводиться, но всё-таки ему пришлось. После развода Маймон опять выехал в Берлин.
Мендельсон умер в 1786 году, остальные не очень хотели снова поддерживать Маймона. Правда, один из старых друзей, известный кантианец Лазарус Бендавид свёл Маймона с местным меценатом, что дало ему возможность как-то устроиться. Маймон снял квартиру и засел за изучение книги, о которой много слышал — «Критика чистого разума» Иммануила Канта, опубликованная в 1781 году.

### Кант и Маймон

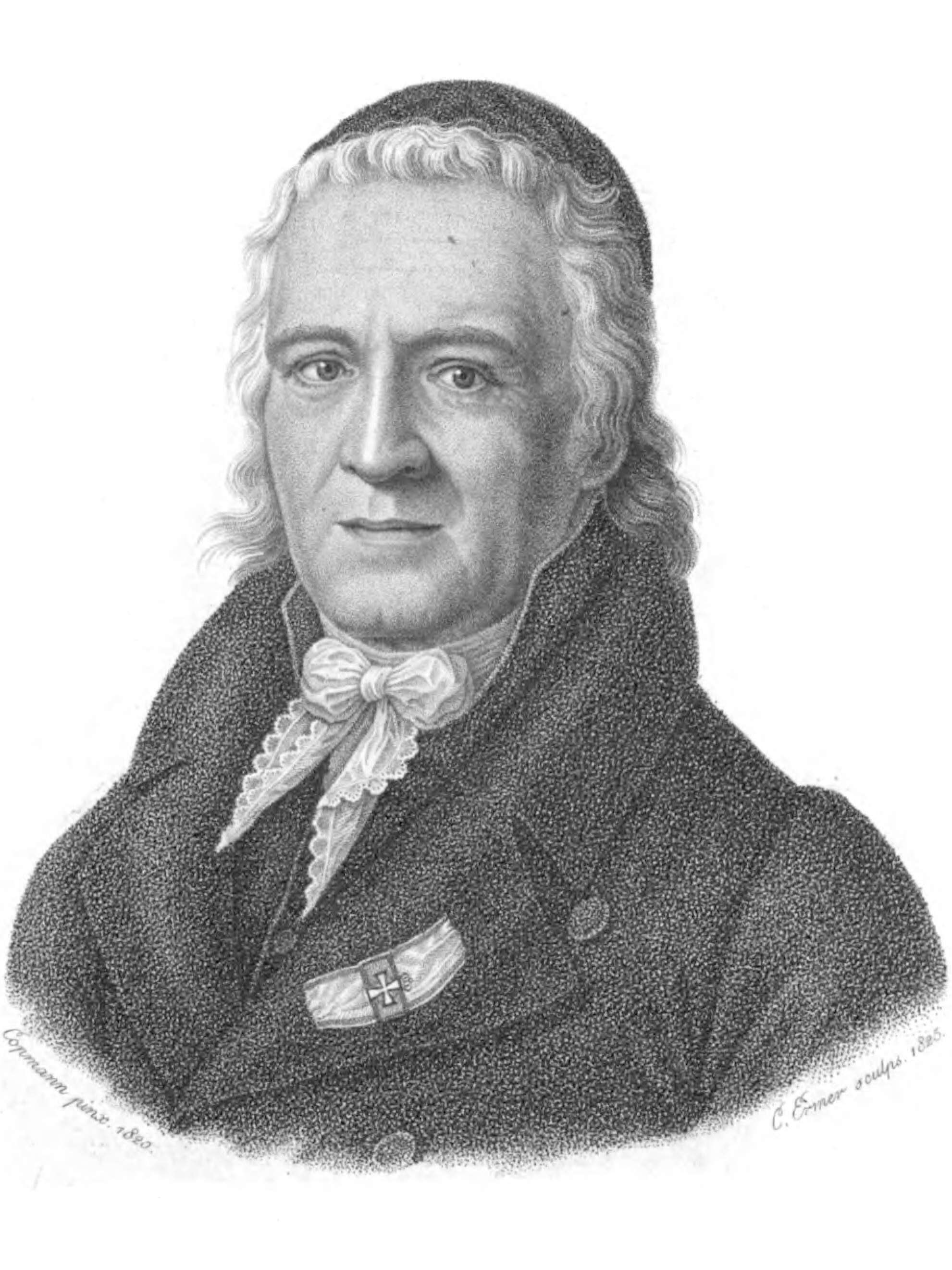
Карл Леонгард Рейнгольд, 1758—1823

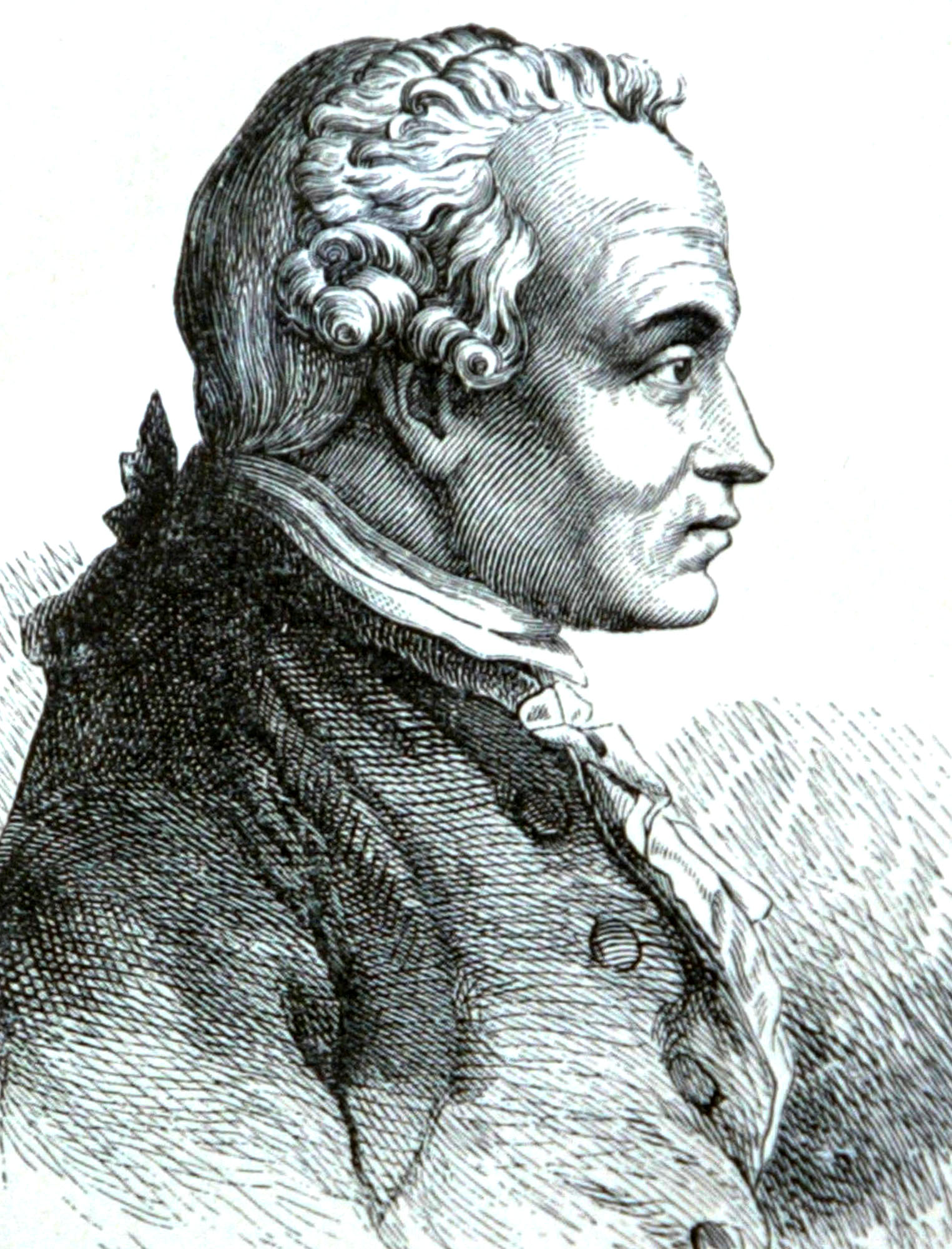
Иммануил Кант, 1724—1804

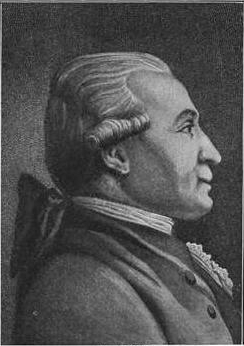
Маркус Герц, 1747—1803

Сам Маймон объяснял свой метод восприятия трудных книг так: сначала он составляет смутное представление по прочтении главы и потом думает, как бы он сам решил вопрос. Так он «вдумывает себя в книгу». Как это ни невероятно, но Маймон, самоучка, никогда не бывший в университете и не так хорошо владеющий немецким, не только смог понять «Критику чистого разума», но даже уловил в ней слабые места и послал самому Канту критику «Критики» с сопроводительным письмом общего знакомого Маркуса Герца. Сам Герц сказал Маймону, что, хотя и является одним из главных учеников Канта, пока не готов высказать о «Критике» суждение, равно как и про письмо Маймона. Ответ довольно долго не поступал, так как Кант был очень занят, а рукопись от незнакомого человека была довольно объёмной. Но когда Кант начал её читать, он пришёл в восторг: «Никто из моих оппонентов не понял моё сочинение так хорошо как господин Маймон» — писал Кант Герцу. Самому Маймону Кант тоже направил письмо с похвалами и с ответом на критику. Это защитило на будущее Маймона от упрёков, что он просто не понял Канта. У Канта никогда не было времени на переписку, так что это письмо — одно из самых длинных писем Канта. Маймон изложил своё исследование в печати в 1790, не принимая во внимания ответных возражений Канта. В том же году Кант прислал Маймону свою новую книгу «Критика способности суждения». После этого Маймон написал ещё одну критическую статью, где сравнивал Канта с Бэконом и выслал Канту. Ни на это, ни на последующие письма и сочинения Маймона Кант более не отзывался, как ни умолял Маймон: «Заклинаю святостью Вашей морали, не откажите в ответе… Пусть Ваш ответ будет кратким, мне важно получить от Вас хотя бы несколько строк». В письме к Рейнгольду (1757—1823) Кант пишет, что надвигающаяся старость не позволяет ему воспринимать чужие идеи: «Не могу понять, что, собственно, хочет Маймон с его попыткой улучшить критическую философию, и предоставляю другим возможность поставить его на место». Другая цитата: «евреи охотно предпринимают такие попытки, чтобы на чужой счёт придать себе значительный вид».
Проникновение самоучки Маймона в книгу Канта — поразительный факт, особенно удивительный в свете того, что профессиональные рецензии на первое издание книги Канта показали непонимание рецензентов. Такова, например, была рецензия профессора Кристиан Гарве (Christian Garve, 1742—1798), знакомого Маймону по Бреслау. Из-за этого Кант выпустил в 1787 году второе издание, затрудняющее неправильное понимание.

### Заключительный период жизни
Маймон так никогда и не смог благополучно существовать, зарабатывая на жизнь. Философские сочинения давали мало, другой литературный труд — тоже. Добытые деньги Маймон обычно растрачивал. К тому же он имел пристрастие к алкоголю: бывало, что Маймон продавал в трактире беседу за выпивку. Всегда имел неопрятный вид, даже пренебрегал париком и пудрой для волос, вёл нерегулярный образ жизни, зачастую возвращался навеселе домой по ночному Берлину, громко рассуждая о метафизике. Писал всегда в физически неудобных условиях, часто в трактире, иногда терял рукописи. В 1791 году выходит в свет автобиография Маймона, имевшая большой успех. Гёте даже подумывает пригласить Маймона к себе.

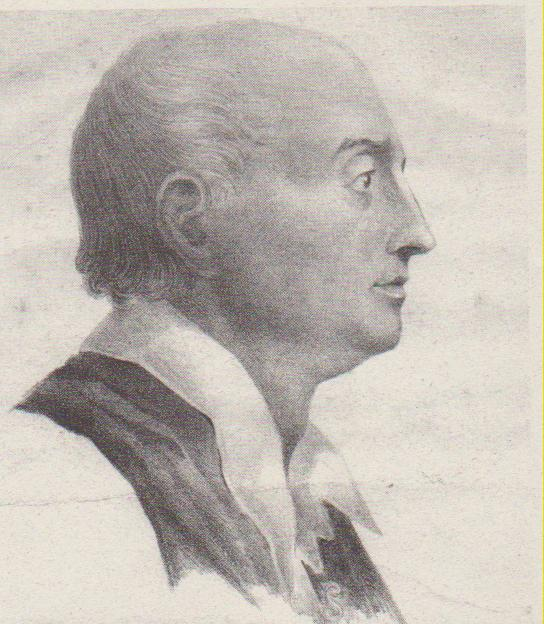
Соломон Маймон. Портрет работы Клеменса Увольского, 1821

В 1791 году появляются две фундаментальные книги Маймона: «Исследования по трансцендентальной философии» на немецком и комментарий к «Путеводителю растерянных» на иврите «Гиват аМоре» (ивр. גבעת המורה‎) . Особенно плодотворными явились для Маймона 1793-1794 годы: вышли собственные книги: «О прогрессе в философии» и «Исследование по новой логике и теории мышления», а также три комментария на работы других: Аристотеля, Бэкона и аннотированный перевод книги Пембертона по ньютоновской физике. Кроме того, он издал переписку с Рейнгольдом, скандальным образом не спросив разрешения у последнего.

Замок графа Калькрайта, где провёл последние годы Маймон

С 1795 года у Маймона появился постоянный меценат — граф Колькрайт, поселивший его у себя и предоставивший полную свободу. Творческая активность Маймона несколько снизилась, он мечтал снова вернуться в Берлин. По некоторым мнениям, много пил, хотя в переписке сохранял остроту ума в полной мере, например, защищал философию Фихте от Канта. В 1797 году появляется последняя книга Маймона — попытка сформулировать синтетическую систему. Он ещё мечтает вернуться в Берлин, а также написать работу, где «наконец будет объяснено, что есть Абсолют».
Умер одиноким в 46 или 47 лет от алкоголизма, по другим мнениям — от болезни лёгких. Маймон и на смертном одре утверждал, что индивидуальное бессмертие души есть лишь красивая мечта, и что он, хоть и имеет такие убеждения, находится в мире с собой. Похоронен в Глогау (Глогув), как недавно было доказано, на еврейском кладбище. Историки сообщают, что похороны включали в себя элементы унижения покойного: мальчишки кидали камни в гроб с криками: «Апикойрес!» (с ивр. — «еретик»). Покровитель Маймона, граф Колькрайт заказал памятник
Смерть Маймона не вызвала в Берлине большого резонанса. Лазарус Бендавид написал небольшое эссе в память о покойном. Десять лет спустя друг Маймона Саббатия Вольф написал книгу воспоминаний о Маймоне, под названием «Маймониана или рапсодии к характеристике Соломона Маймона».

## Литературное наследие Маймона
В проекте Salomon-Maimon-Gesellschaft e.V.  (нем.) критического издания полного собрания сочинений Соломона Маймона планируется 7 томов немецких и 3 тома сочинений на иврите. В 2016 год в Москве начали выходить тома серии «Наследие Соломона Маймона» на русском языке.  Ниже перечислены только часть произведений.

### Автобиография

Титульный лист первого издания автобиографии Маймона, наиболее известной его книги.

Вышла в печати в 1791 году. Начинается с описания деда и отца героя, доходит до переписки с Кантом и завершается списком работ. Написана живо и захватывающе, иногда — с шокирующей откровенностью. За образец явно взята «Исповедь» Руссо. Автобиография содержит ценные для историков характеристики тогдашнего польского общества, яркие картины тягот жизни евреев Польши и Германии. Кроме того, даны живые портреты таких известных и рядовых людей как Мендельсон и князь Радзивилл, хасидов и аскетов, неучей и учёных. Книга явилась, по сути, первой современной еврейской книгой из жанра автобиографии.
В книге высказывается, с одной стороны, сильная критика схоластического изучения Талмуда, являвшегося главным образовательным занятием. Маймон описывает, как он не мог убедить других учеников иешивы в существовании антиподов. С другой стороны, он описывает, как ценят традиционные евреи талмудическую учёность, не начётничество, а способность вести тонкий, хоть и схоластический, анализ понятий.
В книге содержится также критика социального устройства еврейского общества, где правит учёная элита талмудистов, в то время как остальные не получают никакого светского образования. Маймон, радикальный представитель движения Просвещения, провозглашает, что все беды евреев происходят от довлеющих над ними предрассудков.
Известный историк философии Куно Фишер считает, что наиболее привлекательным в биографии является не характер Маймона, «на который беспорядочный и неопрятный склад жизни положил глубокие следы — привлекательна его жажда истины, его острый ум, через целый колючий лес препятствий пробивающийся на свежий воздух.»
Это наиболее читаемое произведение Маймона переведено на английский, иврит, идиш, русский, польский и итальянский. Его обсуждали в переписке Гёте и Шиллер.

### Философские произведения

Латинский титульный лист книги «Путеводитель растерянных» (Doctor Perplexorum) Маймонида с комментариями Маймона «Гиват Аморе» и Моше Нарбони. Вышла анонимно в Берлине в 1791 году.

- «Эссе по трансцендентальной философии со введением в символическое знание и примечаниями» (Versuchüber die Transscendentalphilosophie mit einem Anhang über die symbolische Erkenntniß und Anmerkungen) — развернутая критика Канта на базе исходной журнальной публикации. Содержит также направления нового пути, использованные затем Фихте. Эта книга — главное философское сочинение Маймона. Кант не ответил Маймону никак — ни в печати, ни письмом; в переписке с Рейнгольдом Кант ссылался на старость и «что, собственно, хочет сказать Маймон своим улучшением критической философии (такие улучшения евреи вообще охотно предпринимают, чтобы на чужой счёт придать себе важности), я никогда не мог хорошенько понять и потому должен предоставить опровержение его другим»[53]. В 2010 году эссе печатается в английском переводе, несколько ранее появились переводы на французский и иврит, а позднее и на русский[54][55]
Эссе написано довольно хаотически, в нём сильнейшим образом видна привычка комментировать источники. Первая часть — критика Канта, вторая является комментарием к первой части, а третья и четвёртая — комментарии к предыдущим частям[19].
- «Критические исследования о человеческом духе или о высшей способности познания и воли» Берлин, 1797. Дальнейшее развитие идей «Эссе по трансцендентальной философии». Написано в виде диалога Критона и Филалета, причём Критон излагает мысли Канта и Рейнгольда, а Филалет — самого Маймона.
- «Философский словарь, или освещение важнейших предметов философии в алфавитном порядке» — точные определения философских понятий в алфавитном порядке. Вызвал бурную полемику с молодым К. Л. Рейнгольдом. Берлин, 1791.
- «Категории Аристотеля, истолкованные в примечаниях и изложенные как пропедевтика к новой теории мышления». Берлин, 1794. Краткое и чёткое изложение позиции Маймона.
- «Вершина Учителя» — Комментарий к «Путеводителю растерянных» Маймонида на иврите. Часть 1 была издана в Берлине анонимно в 1791 году, части 2 и 3 пропали[56]. Несмотря на анонимность, в книге содержится намёк: автора можно найти в плену (в слове «плен»). Слово плен (ивр. שבי‎, «шви») на иврите является акронимом от имени автора «Шломо бен Иеошуа». Введение книги является историей мировой философии. Анализирует средневековые представления Маймонида с точки зрения физики Ньютона и критической философии Канта, излагает систему Коперника. По-видимому, является первой книгой по новой философии на иврите[5]. Параллельно с комментарием Маймона книга содержит радикальный аристотелевский комментарий Моше Нарбони, до того не печатавшийся. Из всех философских книг Маймона только данная книга переиздавалась в течение XIX века, в общей сложности, три раза. Необычным является использование взглядов Джордано Бруно, возможно, в качестве литературного приёма[57].
- «О прогрессе философии, по поводу задачи Берлинской академии на 1792 год: какие успехи сделала метафизика со времен Лейбница и Вольфа». Берлин, 1793. Сочинение, поданное на конкурс Прусской Академии наук в 1792 году[58]. Развитие скептицизма Маймона по отношению к критической и догматической философии.
- «Наброски в области философии» (1793) об отношении Маймона к Рейнгольду.
- «Опыт новой логики, или теория мышления с приложением письма Филалета к Энезидему» (1798) (Versuch einer neuen Logik oder Theorie des Denkens). Об отношении Маймона к Энезидему (Gottlob Ernst Schulze).
- Множество статей в берлинских философских журналах — в «Берлинском ежемесячнике» («Berlinischen Monatsschrift»), в «Немецком ежемесячнике», в «Берлинском журнале просвещения», в «Берлинском современном архиве», в «Журнале опытной психологии», соиздателем которого он стал впоследствии.
- «Желание Соломона» (ивр. חשק שלמה‎, Hesheq Shlomo). Написана в бытность автора в Позене в 1778 году. Состоит из пяти разрозненных частей. Рукопись из 300 страниц хранится в Иерусалиме. Три части представляют собой комментарии на средневековых авторов: Раббейну Ниссим (ивр. מעשה ניסים‎, «Маасе Ниссим»), Авраам Ибн-Эзра (ивр. עבד אברהם‎, «Эвед Авраам»), Бахья ибн Пакуда (часть называется ивр. עברחה בחיי‎, «Авархеха Бахия»). Ещё одна часть — учебник алгебры на 108 страницах (ивр. מעשה חושב‎, «Маасе Хошев»), и, наконец, попытка совместить каббалу с Маймонидом (ивр. מעשה ליבנת הספיר‎, «Ма'асе ливнат ха-саппир»)[59]. Издана только в 2021 в Москве на иврите и русском переводе[30].

### Неизданные произведения

Рукопись неизданной книги Маймона на иврите по ньютоновской физике ספר תעלומות חכמה (Sefer Ta’alumot chochma, «Книга тайн мудрости»). 1787. Bodleian Library, Oxford

- «Тайны мудрости» (ивр. תעלומות חוכמה‎, Ta’alumoth Hochma). Написана в бытность автора в Бреслау в 1786 году. Видимо, первый трактат на иврите о ньютоновской физике. Не издана[60].
- «Тайны философии». Готовая к печати рукопись пропала[56].
- «О каббале и некоторых темных истолкованиях знаменитого Бен Эзры» (нем. Ueber Kabbale und einege dunkele Exegesen des berühmten Ben Esra)[30]

## Идеи и философия
Он один из самых замечательных самоучек, когда-либо выступавших в философии. Критик Канта, проложил дорогу для дальнейшего развития философии. Особенно сильно повлиял на Фихте.

### Эволюция взглядов
В Позене Маймон считался ещё евреем-ортодоксом, хотя и подозревался в ереси. В Берлине он усвоил систему Спинозы и нападал на Мендельсона, стоявшего на позициях Лейбница и Вольфа, которых Маймон изучил в тот же период. Там же он пришёл к выводу, что каббала, которую изучал самостоятельно ещё на родине, есть, по сути, спинозизм, так как утверждает единую субстанцию для всего сущего. В Берлине, судя по всему, под влиянием Спинозы Маймон отошёл от практических заповедей еврейской религии, а позднее в Амстердаме отказался поддерживать предрассудки «антропоморфной религии». В Бреслау вообще привёл местного раввина в ужас своим видом и взглядами. То был раввин Рафаэль Коген, знавший Маймона ещё в Польше как одарённого подростка. Маймон заявил даже, что «как политически, так и нравственно дурное положение еврейской нации коренится в её религиозных предрассудках».
К моменту знакомства с трудами Канта Маймон уже овладел тремя главными философскими системами Нового времени: Спинозы (1632—1677), Юма (1711—1776) и Лейбница (1646—1716). Когда Маймон прибыл в Берлин четвёртый и последний раз, он стал изучать «Критику чистого разума», одно из самых значительных произведений философии Нового времени. Маймон делает значительные усилия по выявлению слабых мест у Канта и возможности продвижения дальше. Он, по его словам, помышлял о создании общей согласительной системы (нем. Koalizion-system, буквально — «коалиционная система») и утверждал, что создал её в своём «Эссе по трансцендентальной философии». Она действительно несёт черты разных теорий, парадоксальным образом объединяя Канта и Юма; иногда её называют «критическим скептицизмом». Данная система не приобрела такой известности как системы Фихте, Шеллинга или Гегеля, некоторые историки полагают, что Маймон не развил грандиозной системы из-за скептицизма по отношению к возможностям философии. Сказалось, возможно, и отсутствие благоприятных условий для творчества, а, может быть, и другая привычка Маймона — комментировать, а не создавать собственную теорию. Куно Фишер указывает также другую довольно очевидную причину — недостаток образования и дисциплины.

### Вещи-в-себе и дифференциал сознания
Согласно «Критике чистого разума», каждый предмет дан нам в виде многообразия ощущений, упорядоченных априорными формами опыта — пространством и временем. Но ни ощущения, ни априорные формы, их упорядочивающие, не принадлежат предмету самому по себе. Значит, предмет, как он дан в созерцании, не есть предмет сам по себе. Но наш познающий рассудок, то есть, наша способность осмысливать явления понятийно, имеет дело только с созерцаниями. Поэтому предмет сам по себе остаётся вне сферы познания. Кант и называет его вещью-в-себе.
Очень рано критики Канта узрели в этом понятии противоречие: получается, что вещь в себе является в явлении, в котором она не является. Гегель, например, говорит о Кантовой вещи-в-себе, что «„в себе“ — это лишь caput mortuum, мертвая абстракция другого, бессодержательная, неопределённая потусторонность».
Вопрос, как обойти эту кардинальную трудность, решался по-разному. Маймон заявил один из первых, что вещь-в-себе невозможна и предложил теорию, согласно которой познаваемый объект находится в сознании с самого начала как неопределённое сознание, а при познании он переходит в определённое сознание. Тем самым, познание становится чисто рациональным.
Процесс этот происходит не одним скачком, а в виде приближения к полному познанию в виде последовательности бесконечно большого количества уменьшающихся шагов, аналогично сумме рядов бесконечно малых величин. Маймон вводит термин «дифференциал определённого сознания» по аналогии с терминами дифференциального исчисления в математике. Маймон пользуется аналогом суммирования ряда, при котором мы можем подойти к полному познанию бесконечно близко, как к иррациональному числу. Познание же чего-то вне сознания из опыта обречено оставаться принципиально неполным, как корень из минус единицы. Другими словами, разница между полным и частичным сознанием не принципиальна, а познание чего-то вне сознания — принципиально невозможно. Маймон упоминает бесконечное сознание, которое обладает полным познанием объекта, но неясно, имеет ли Маймон в виду актуально бесконечное сознание или только недостижимый для человека предел. Вещь-в-себе есть то, как она выглядит или выглядела бы в бесконечном сознании.

### Трансцендентальная логика и принцип определённости
Маймон, вслед за Кантом, разделяет логику на общую и трансцендентальную. Последняя, как и всё трансцендентальное у Канта, используется до опыта, она находится целиком внутри сознания. Маймон идёт несколько дальше и вскрывает незамеченный дотоле эффект, что обычная формальная логика связана на самом деле с метафизикой, на ней лежит отпечаток предметов мира. Из-за этого у Маймона трансцендентальная логика имеет бо́льшее значение, чем у Канта. Обычная логика занимается формой суждений, а трансцендентальная логика находит их скрытое содержание.
Предмет дан в сознании, такое «данное сознание» не является полным. По Маймону, человек создаёт познание предмета и только такое «созданное сознание» может обладать полнотой. Такую мыслительную деятельность Маймон называет реальным мышлением (нем. das reelle Denken). Только в таком априорном мышлении, по мысли Маймона, возможны синтетические суждения. В них происходит объединение разнородных элементов в один объект сознания только одним способом: когда один элемент может мыслиться без другого, но не наоборот. Так относятся друг к другу, например, линия и прямая, их отношение есть отношение определимого и определения. Это ограничение на мышление Маймон называет «принцип определённости» (Satz des Bestimmbarkeit). При этом пространство и время не создаются сознанием, а даны априорно, и могут быть только определимым, но не определением.

### Мышление и созерцание
Объекты возникают в созерцании, а познаются в мышлении. Кант ставит два вопроса: как мы знаем, что созерцание даёт мышлению правильный материал — qiud facti? И каким образом созерцание и мышление могут соединиться — quid juris? Каким образом рассудочные концепты взаимодействуют с чувственными интуициями? Кант пытался ответить на этот вопрос, но замечал, что это непросто.
Маймон указал, что этот вопрос есть эпистемиологическая форма mind-body problem, о которой много говорил Декарт. «Вопрос о применимости разумных форм к данным в чувствах объектам есть вопрос, которым задавались все серьёзные философы». Другое описание нерешённой проблемы Канта дано Маймоном в сравнении с понятием эманации, идущей ещё от учения Плотина об эманации активного разума. А именно: каким образом активный разум даёт форму материи?
Маймон фактически снова ввёл скептицизм Юма теперь уже в саму критическую философию Канта. В письме Рейнгольду Маймон утверждал, что Кант не разрешил эту проблему. Сам Маймон пытается дать решение, и историки философии расходятся во мнениях о том, считал ли он своё решение исчерпывающим. Решение неожиданно использует идею Маймонида, идущую ещё от Аристотеля.
А именно Маймон утверждает, что чувственное познание и интеллектуальное познание отличаются лишь степенью. В процессе познания человек стремится установить единство интуиции, познания и самой идеи. Совершенство достигается путём достижения такого единства. При этом человек в любой момент времени обладает ограниченным познанием, стремящимся достичь бесконечного познания, как у Бога, но разница между знанием Бога и знанием человека не принципиальная, а количественная.
В качестве модели Маймон рассматривает постижение математического объекта: сначала объект представляется в чувственном воображении, как фигура, ограниченная тремя линиями, потом разум осознаёт, что из этого следует наличие трёх углов. В конечном итоге оба вида познания сливаются в одно единство с этим объектом, и здесь человек уподобляется Богу.

В этом духе Маймон толкует библейские стихи, фактически — по Маймониду. Так, стих о том, что Бог стоит вверху лестницы Иакова означает, что человеческое познание стремится к бесконечному познанию. А подобие Божие у человека по стиху Быт. 1:26 означает, что человеческое познание аналогично Божественному, хоть и с поправкой на конечность. 
 Бесконечное понимание, да будет благословенно, определяет понимание и отличает его от всего другого. Из этого вытекает, что интеллигибельные сущности, то есть разумные формы, понимают самих себя. Интеллект, который есть причина этих форм, совпадает с познанием, и вся операция познания есть познание самого себя.
Некоторые философы считают, что Маймон открыл антиномию человеческого познания между пассивным восприятием и активным творчеством.

### Пространство и время
Кант утверждал, что пространство и время суть априорные интуиции, представления лежащие в основе всех внешних явлений, и, если отвлечься от субъективных условий, «представление о пространстве не означает ровно ничего». В этом Кант радикально разошёлся с Лейбницем и утверждал, что разница в пространстве и времени вносит разницу, которой нет в самих объектах. Согласно Маймону, однако, разница в объектах находит отражение в рамках пространства и времени. Тем самым, Маймон снова водит в философию взгляды Лейбница, отвергнутые Кантом.

### O Боге
В «Вершине Учителя» Маймон обсуждает аристотелевский тезис Маймонида, что Бог есть формальная, целевая и действующая причина Мира. Маймон вместе с Моше Нарбони, напечатанном в том же издании, утверждает что Бог является и материальной причиной Мира. Кант воспринял идеи Маймона как особую форму спинозизма, сам Маймон предпочитал термин «акосмизм».
Как уже говорилось, Маймон считал, что человеческое познание стремится к бесконечности как ряд в математике. Вопрос о том, существует ли бесконечный разум или он введён Маймоном в качестве абстрактного предела, исследователи не могут разрешить однозначно. Не помогает и то, что Маймон временами говорит о Мировой душе и Интеллекте, имманентном Миру, согласно Джордано Бруно (нем. Weltseele,ивр. ruah-haolam‎). Большая часть исследователей склоняется к мнению, что Маймон полагал реальное существование бесконечного разума, особенно учитывая, что Маймон считал конечный разум ограничением бесконечного.

### Математика
Саббатия Вольф, друг Маймона, написал о нём мемуары, в которых сообщает, что Маймон так увлекался чтением сочинений великого математика Леонарда Эйлера, что начинал раскачиваться и читать нараспев, как в иешиве. В сочинениях Маймона заметную роль играют математические образы: дифференциал познания, возможность бесконечного познания, слияние в полном знании разных форм познания, а также и самого объекта. Мышление именно математика уподобляется мышлению Бога.
Математика представляла для Маймона удобную модель познания, например, для исследования важного для Канта вопроса, как возможны синтетические суждения a priori. Маймон возражал, как и Кант, против введения математических методов в философию по образцу «геометрического метода» Спинозы.
Объект, данный в ощущениях, с самого начала находится в сознании; по мере продвижения в познании математического объекта интуиции и концепты непрерывно сближаются. В пределе человек достигает бесконечного познания, когда, используя терминологию Канта, все синтетические суждения превращаются в аналитические.
Представляет значительный интерес отношение Маймона к аксиомам математики. Они не обязательно истинны, но полезны для познания истины. Маймон, по-видимому, допускал возможность других аксиом геометрии, особенно вне человеческого разума. Некоторые исследователи считали, поэтому, Маймона предтечей неевклидовой геометрии (Ф.Кунтце) или даже аксиоматического метода в математике (Х. Берман). Другие отмечали, что представление Маймона о превращении всех синтетических суждений в аналитические в бесконечном разуме плохо сочетается с аксиоматическим подходом, где выбор аксиом произволен.
Маймона можно считать предтечей структурализма в современной математике, в частности, маймоновские мотивы отчётливо видны в работах Рихарда Дедекинда, тем самым именно Маймона следует считать основоположником структурализма в математике.

### Этика
Маймон раскритиковал обоснования морали по Канту в серии статей. Категорический императив является лишь вынуждением, но не моральной обязанностью. Вместо императива Маймон видит более надёжное основание — универсальное стремление людей к правде, которое, в свою очередь, базируется на стремлении верифицировать человеческие представления. Критерием истинности поступка является всеобщее согласие, а разум даст наилучший способ выполнить это действие. В качестве примера: смертная казнь будет морально допустима, только если сам осуждённый согласится с её необходимостью.
В последнем крупном философском сочинении («Критические исследования в области человеческого духа» 1797 года) Маймон развивает теорию морали в духе Аристотеля. Категорический императив Канта есть лишь формальная причина морали, в то время как целевой причиной является эвдемония, достигаемая по обретении истинного знания.
В последнем опубликованном эссе под названием «Моральный скептик» Маймон описывает полную философскую этическую систему как нечто, далеко не реализованное, и, может быть, невозможное. И кантианский моральный философ, и скептический моральный философ видят такую систему издалека, по сравнению Маймона, как Моисей видит Землю Обетованную — издалека, но не может войти.

### Язык
Исследования Маймона о роли языка в познании до недавнего времени не вызывали особенного интереса. Между тем Маймон посвятил этой теме целую главу «О символическом познании и философском языке» в своём главном эссе. Среди прочего Маймон делает там далеко идущее заявление, что философия — это исключительно наука о структуре языка.

## Значение Маймона

### В дальнейшей истории философии

Вениамин Зускин в роли Соломона Маймона

Фихте писал о Маймоне так: «Моё уважение к Маймону не имеет границ. Я уверенно полагаю и имею доказательства, что он перевернул философии Канта с ног на голову, он сделал это незаметно для других. Я думаю, что будущие столетия посмеются над нами за это». В другом месте он называет Маймона «одним из крупнейших мыслителей нашего времени».
Вначале о Маймоне уважительно отзывался Кант, и в ранних произведениях — Шеллинг. С большим уважением относился к нему Мендельсон и менее значительные фигуры, как Рейнгольд и Герц. Его изучал, чтобы понять Канта, и Шопенгауэр. Маймон вернул в философию идеи Лейбница и Спинозы и оказал большое влияние на Фихте, а через него — и на развитие всего немецкого идеализма.
Стэнфордовская интернетная философская энциклопедия считает, что Маймон повлиял на трактовку философии Спинозы Гегелем. Спиноза, по мнению Маймона, не считает, что Бога не существует, а наоборот — что не существует Мира. Тем самым, спинозизм трактуется не как атеизм, а как религиозный акосмизм, то есть, всё-таки, религия, хотя и далёкая от ортодоксальной. И действительно, такой взгляд на Спинозу встречается в лекции Гегеля по истории философии и является основным подходом Гегеля к философии Спинозы.
В первой половине XIX века Маймон был наполовину забыт; его философские сочинения на немецком не переиздавались. Позднее его переоткрыл историк философии Иоганн Эрдман в исследовании, опубликованном в 1848 году. В ещё более полной мере оценил значение Маймона для развития немецкого идеализма Вильгельм Дильтей в книге 1889 года. Примерно тогда же известный историк новой философии Куно Фишер писал, что «признание, доставшееся на долю Маймона, далеко не соответствует его значению». Причину этого Фишер видит в недостатках сочинений Маймона: недостаточное владение немецким языком и недостаточные дисциплина труда и образование. Шадворт Ходжсон (англ. Shadworth Hodgson) в Англии считал Маймона важнейшим представителем кантианской мысли и истинным продолжателем кантианства (в книге «Philosophy of Reflection»).
Затем идеи Маймона использовал Ханс Файхингер в своём сочинении «Философия „Как если бы“». Он называл Маймона «самым проницательным умом из всех непосредственных последователей Канта». Позже философией Маймона занимались Эрнст Кассирер и Хуго Бергман. Многие исследователи отмечали маймоновские мотивы в творчестве известного неокантианца Германа Когена, хотя последний яростно отрицал какое бы то ни было влияние Маймона. Теодор Адорно, защищая Канта, пишет, что не следует думать, «что критические достижения Канта были забыты последующими пост-кантианскими философами, начиная с Соломона Маймона». Во Франции философию Маймона первым популяризовал Марсель Геру в 1929.
Франц Розенцвейг считал Маймона ключевой фигурой — где-то между Фихте и Гегелем Рабби Йосеф Дов Соловейчик цитирует комментарии Маймона к Маймониду, упоминает Маймона вместе с Германом Когеном в примечаниях к своей главной работе «Человек Галахи», и ставит этот комментарий в список литературы, обязательной для чтения для слушателей курса по «Путеводителю растерянных».
Жиль Делёз подчёркивал важность теории дифференциала в познании. Манфред Франк многие годы вёл семинары по философии Маймона и назвал его в 2004 году «последним великим философом, которого надо открыть» Современный американский философ Фредерик Бейзер считает, что изучать Фихте, Шеллинга и Гегеля , не прочтя Маймона, всё равно , что изучать Канта, не прочтя Юма.
Интерес к идеям Маймона постепенно растёт; свидетельством этому является рост числа книг и статей, посвящённых Маймону, и первый английский перевод «Эссе по трансцендентальной философии», в связи с которым Манчестерский Университет провёл конференцию. На идеи Маймона опирается ещё один современный французский философ - Франсуа Ларюэль.

### В культуре
В мировой культуре запечатлелся трагический образ Маймона как талантливого самородка-бунтаря.
В Московском государственном еврейском театре 22 октября 1940 года состоялась премьера спектакля «Соломон Маймон» (постановка Соломона Михоэлса по пьесе М. Даниэля, художник Р. Фальк, композитор Л. Пульвер). Вениамин Зускин был в заглавной роли Маймона; Зиновий Каминский сыграл свою первую роль в ГОСЕТе — Моисея Мендельсона. Зускин удачно выступил в роли философа Маймона, хотя первоначально уговаривал Соломона Михоэлса взять эту роль себе. Спектакль позитивно освещался в печати. Лейб Квитко, например, писал, что «Зускин сумел сделать незримое событие — процесс мышления — зримым и ощутимым».
В последнем романе Джордж Элиот «Даниэль Деронда» (1876) главный герой чувствует притяжение к евреям. Он специально отправляется в букинистический магазин и покупает «Автобиографию» Маймона такого формата, чтобы её было легко спрятать в карман. Продавец спрашивает его: «Не из нашей ли вы расы?» Деронда, сильно покраснев, ответил: «Нет». На самом деле он был еврейский сирота, воспитанный лордом.
Судьба Маймона описана в известном романе Хаима Потока «Избранники» из жизни американских ортодоксальных евреев. Там Маймон фигурирует как иллюстрация трагедии еврея, стремящегося к нееврейской мудрости. Интересно, что Поток за несколько лет до написания романа получил докторскую степень за исследование по Маймону. Биографию Маймона внимательно читали Вальтер Беньямин, Гершом Шолем и Лео Штраус. Шолем, как нетрудно предвидеть, интересовался более всего отношением Маймона к каббале.
Многие источники поддерживают представление о Маймоне как о своего рода дикаре из восточно-европейских лесов. Начало положил сам Маймон, а также Маркус Герц, применивший к Маймону слово «неотёсанный». Позднее в Германии произошла идеализация образа патриархального восточно-европейского еврея. Так, классик еврейского экзистенциализма Франц Розенцвейг прочёл на фронте очередной раз переизданную биографию Маймона и раздражённо написал домой, что «описывать евреев с востока как варваров есть ужасная глупость. Там налицо самодостаточная культура, и только такой индивидуум, который бросил эту культуру, становится дикарём».
Другая трактовка образа Маймона встречается у Ханны Арендт. Она считает, что в то время еврейский интеллектуал в Европе мог быть или парвеню, или парией. Примером последнего приводится Маймон.

## Комментарии
1. ↑  Не так давно было найдено важное примечание в ускользнувшей от внимания исследователей биографии Маймона статье Маркуса-Мордехая Бранна (Brann, 1849-1920), занимавшегося историей еврейской общины Силезии. В этом примечании Бранн приводит список захоронений, зафиксированный в документах погребального товарищества («хевра кадиша») еврейской общины Глогува. Эти записи снимают все сомнения. Погребальное товарищество общины Глогува имело две книги записей: одна в формате in-folio и вторая в формате in-quarto. В той, что в формате in-folio, где записи соответствуют порядку захоронений, на последней странице находим следующую:

Похороненные с западной стороны с юга на север, в пределах кладбища, напротив отхожего места (השיס הייז): именуемый Левензахеном похоронен ногами к воде 11-го кислева, 5559 года [19 ноября, 1798 года]; Шломо Маймон похоронен ногами к голове Левензахена 5 кислева, 5561 года [22 ноября, 1800 года].

А в книге записей в формате in-quarto, где похороненные указаны в алфавитном порядке, написано:

Шломо Маймон, неверующий, 5 кислева, 5561 года, в пределах кладбища, с западной стороны.

Маймон был похоронен в пределах кладбища, но в постыдной части - «напротив отхожего места»... Отношение к Маймону членов похоронного товарищества выражает также «шуточная» запись во второй книге: Шлойме [Маймен] эйно маймен (то есть, Шломо Маймон – неверующий). (фрагмент статьи проф. Гидона Фройденталя в переводе др. Ури Гершовича)